# Ліцей № 52 Львівської міської ради
Ліцей № 52 Львівської міської ради — ліцей з поглибленим вивченням математики та інформатики, з українською мовою навчання.

## Історія
Мозес Йонас у 1853 році спорудив три окремих будинки на вулиці Зиґмунтовській, 17, які своїми фасадами виходили крім вулиці Зигмунтовської, ще й на Городоцьку та Замкнену. Комплекс складався з трьох окремих будівель, що примикали одна до одної. «Єврейське товариство середніх і початкових шкіл» (пол. Żydowskie Towarzystwo Szkoły Ludowej i Średniej, ŻTSLiŚ) на пожертви євреїв, вихідців зі Східної Галичини придбало цих три будівлі та перебудовало їх під гімназію, об'єднавши в один цільний комплекс будівлі та оснастили відповідним обладнанням. Заняття в гімназії розпочалися навесні 1917 року.

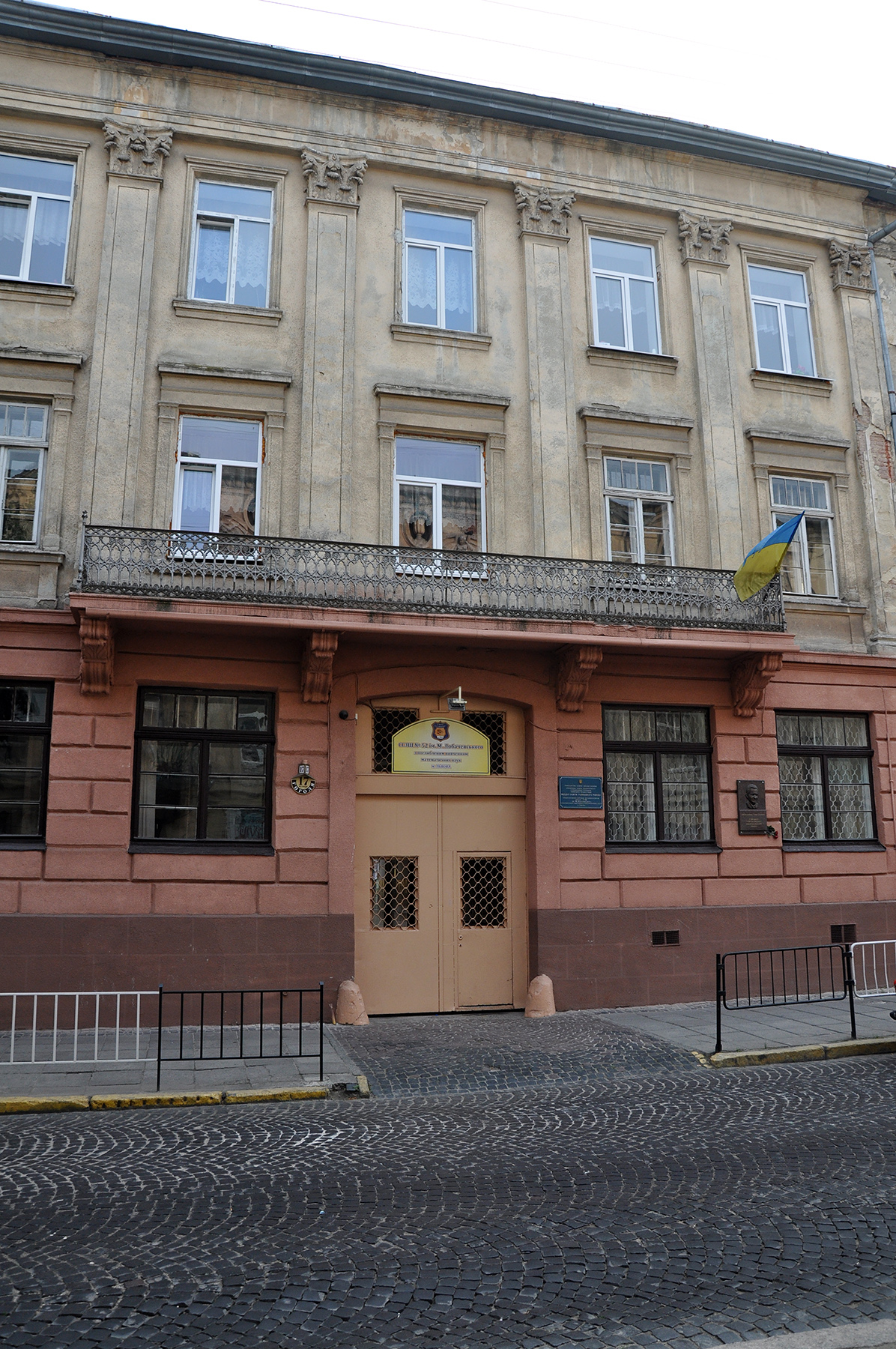

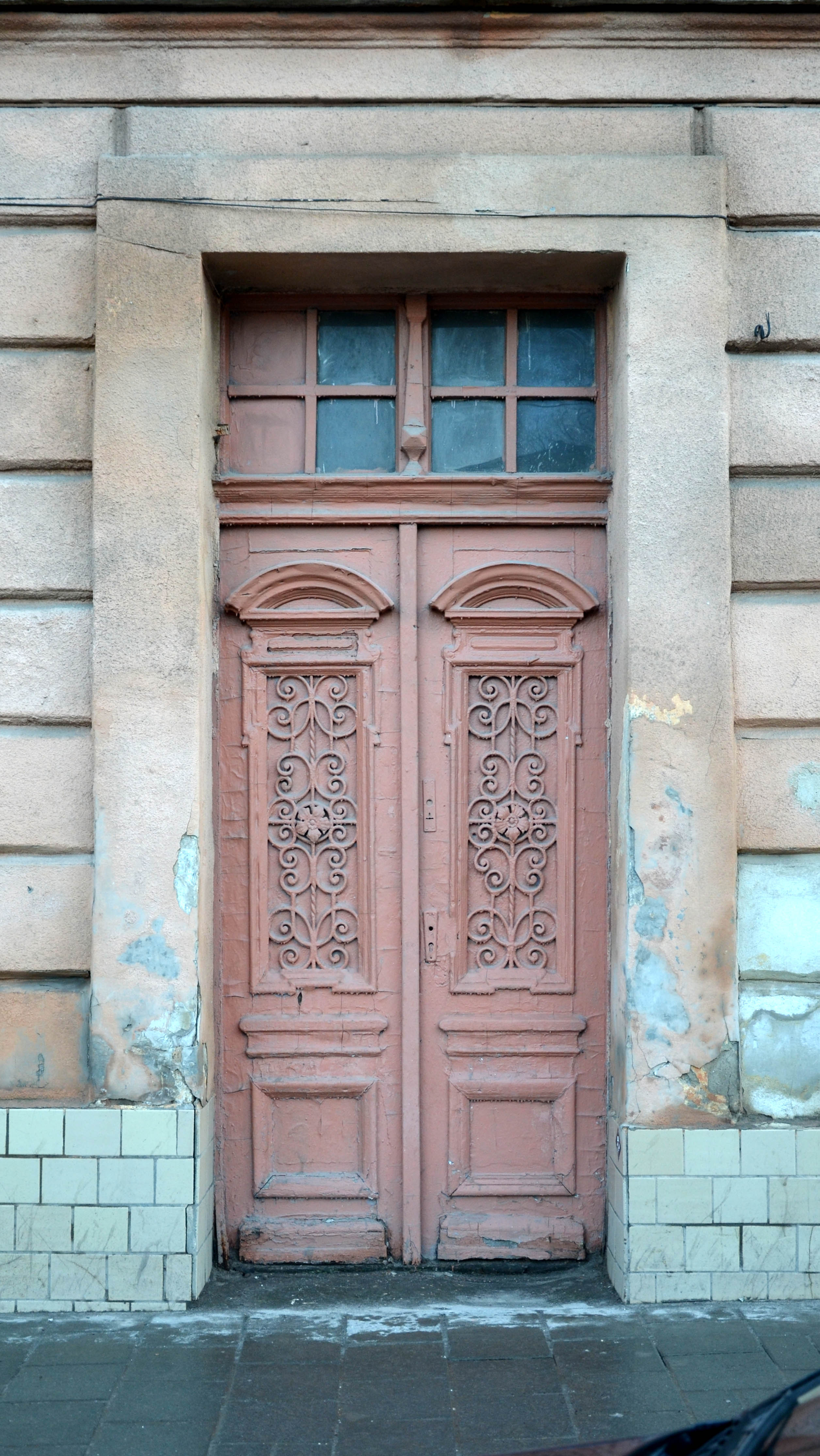
Двері ліцею на вул. Городоцькій

У 1918 році відбулось відкриття Приватної класичної чоловічої гімназії «Єврейського товариства середніх і початкових шкіл» з польською мовою навчання. Першим директором був Соломон Іґель.
У 1920 році була відкрита чоловіча гуманітарна гімназія, директорами якої були: Міхал Брандштетер і М. Бенсток, та жіноча гуманітарна гімназія, керували якою: Генрик Лілієн, Арнольд Фрейліх. У 1920 році в гімназії навчалося 835 хлопців та 329 дівчат. Гімназія діяла до «визволення» Західної України совітами у 1939 році.
У 1928 році гімназисти кидали штукатурку у процесію вірян під час свята Тіла і Крові Христових, що спровокувало великі демонстрації у Львові.
У 1939—1941 роках на базі єврейської гімназії утворили Загальноосвітню школу, вулицю Зиґмунтовську перейменували у вулицю Челюскінців.
Після другого «визволення» Західної України у 1944 році була створена 1-а залізнична школа для хлопців, з 1955 року стала змішаною та діяла до 1961 року. Вулиця на той момент вже мала сучасну назву — вулиця Гоголя.
1961 року 1-а залізнична школа була реорганізована у «Середню школу № 52».
У 1962 році в школі були створені перші у Львівській області класи з поглибленим вивченням математики та фізики та присвоєно звання спеціалізована.
1993 року створена кімната-музей російського вченого Миколи Лобачевського, а школа отримала його ім'я. Кімната-музей перестала існувати у 2014 році.
У 2007 році — створена кімната національних культур.
25 січня 2018 року школа була перейменована у ліцей № 52 імені Миколи Лобачевського Львівської міської ради.
У вересні 2022 року в межах заходів з деколонізації, спричинених російським вторгненням в Україну, заклад освіти перейменовано на Ліцей № 52 Львівської міської ради.

## Відомі випускники
- Олександр Аксінін — художник-графік, який мешкав та працював у Львові.
- Вікторія Ковальчук — українська художниця-графік, ілюстраторка, дизайнерка, літераторка.
- Руслана Лижичко (Руслана) — українська співачка, народна артистка України, переможниця Євробачення
- Сергій Кузьмінський («Кузя») — український музикант, діджей, вокаліст рок-гурту «Брати Гадюкіни».
- Віталій Манський — російський режисер документального кіно, сценарист, продюсер
- Дмитро Новіков — російський науковець, доктор технічних наук, професор, член, кореспондент РАН, директор Інституту проблем управління РАН.
- Ілля Чулик — український математик, доцент кафедри теоретичної механіки Львівського університету, голова Львівської обласної організації Всеукраїнського товариства «Лемківщина» у 1995—1997 роках.